# Odobești (gmina w okręgu Bacău)
Odobești – gmina w Rumunii, w okręgu Bacău. Obejmuje miejscowości Bălușa, Ciuturești, Odobești i Tisa-Silvestri. W 2011 roku liczyła 2397 mieszkańców.